# Porto de Singapura
O Porto de Singapura é um conjunto de portos em Singapura que juntos são o terceiro maior porto do Sudeste Asiático em movimentação de contentores. 
Perde apenas pelos portos de Ningbo e de Shanghai, ambos na República Popular da China.